# La maternal
La maternal és una pel·lícula dramàtica de 2022, escrita i dirigida per Pilar Palomero, i protagonitzada per Carla Quílez i Ángela Cervantes.

## Sinopsi
La trama segueix a la Carla, una nena embarassada de catorze anys internada en un centre per a mares adolescents on passa l'estona amb altres companyes adolescents (Raki, Estel, Claudia, Jamila i Sheila). Ella també ha de bregar amb les vicissituds de la seva tibant relació amb la seva mare Penélope.

## Repartiment
- Carla Quílez
- Ángela Cervantes
- Jordan Dumes
- Pepe Lorente
- Olga Hueso
- Rubén Martínez
- Gal·la Sabaté
- Neus Pàmies

## Producció
El guió és de Pilar Palomero. La maternal (el segon llargmetratge dirigit per Palomero després de Les nenes) és una producció d'Inicia Films i Bteam Prods, amb la participació d'RTVE, TVC, Televisión de Aragón i Movistar+ i el suport de Creative Europe's MEDIA i l'ICAA. Julián Elizalde va treballar-hi com a director de fotografia.
Es va rodar a finals de l'any 2021 durant vuit setmanes. Els llocs de rodatge van incloure els Monegres i Barcelona i els seus voltants.

## Estrena
La pel·lícula es va estrenar mundialment en la selecció oficial del 70è Festival Internacional de Cinema de Sant Sebastià el 20 de setembre de 2022 on la protagonista, la jove Carla Quílez, va obtenir ex aequo la Conquilla de Plata a millor interpretació protagonista. La seva estrena internacional va ser en el Festival de Cinema de Zuric. Distribuïda per BTeam Pictures, es va estrenar en cinemes el 18 de novembre de 2022 a Espanya. Elle Driver va adquirir els drets de venda mundial fora d'Espanya i França.

## Rebuda
Jonathan Holland de ScreenDaily va considerar que la pel·lícula estava "magníficament dirigida per Palomero, qui sembla tenir un do especial per a veure el món a través dels ulls dels nens".